# Someone Like You (chanson d'Adele)
Pour les articles homonymes, voir Someone Like You.
Singles de Adele
Rolling in the Deep
(2011) Set Fire to the Rain
(2011)

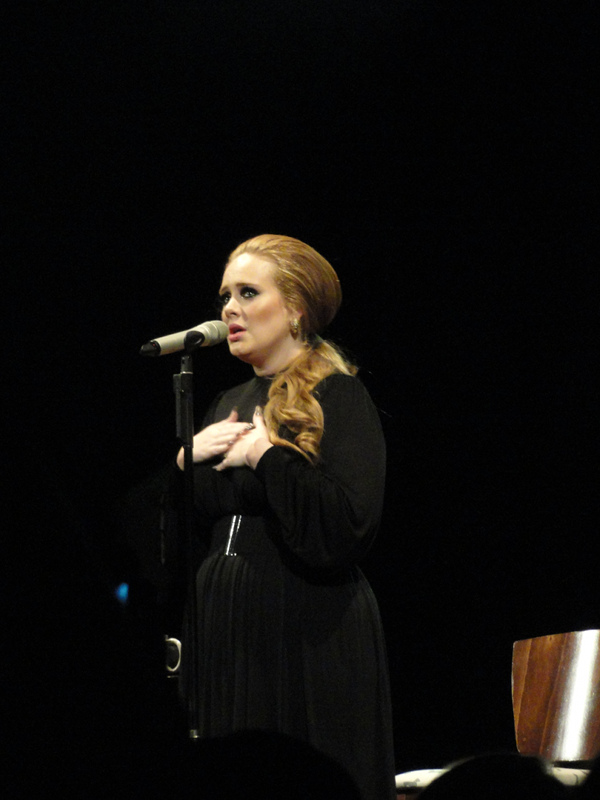
Adele en concert en août 2011 à Seattle, chantant Someone Like You.

Someone Like You est une chanson de la chanteuse britannique Adele sortie en 2011.
Il s'agit d'une chanson d'amour écrite par Adele et Dan Wilson pour son deuxième album studio, 21. XL Recordings l'a sortie en tant que deuxième titre de l'album le 24 janvier 2011 au Royaume-Uni et le 9 août 2011 aux États-Unis. Accompagnée par un piano, Adele chante la fin de sa relation avec son ex-petit ami. Le single a reçu des critiques positives, et la presse a fait éloge de l'harmonie simple de la chanson. Les paroles et l'interprétation d'Adele ont également été remarquées.
Après une interprétation acclamée aux BRIT Awards 2011, Someone Like You est directement élu numéro un au Royaume-Uni, tandis que l’album reste lui aussi numéro un.
Someone Like You est devenu le single d'Adele le plus vendu au Royaume-Uni, et il est resté premier aux charts pendant cinq semaines. La chanson est également en tête des charts en Irlande, en Nouvelle-Zélande, et en Australie, et est descendu en deuxième place plus tard aux États-Unis. Grâce à Someone Like You, La Official Charts Company a annoncé qu'Adele était la première artiste vivante à produire deux hits dans le top cinq sur le Official Singles Chart et le Official Albums Chart simultanément depuis les Beatles en 1964,,.
En novembre 2011, Someone Like You est devenu le premier single vendu à un million d'unités au Royaume-Uni. Il a été certifié platine par la British Phonographic Industry (BPI), et sextuple disque de platine par la Recording Industry Association of America (RIAA) aux États-Unis où 5 500 000 exemplaires ont été écoulés.
En 2019, le clip vidéo cumule plus d'un milliard de visionnages sur YouTube.

## Crédits
- Adele Adkins : compositrice, productrice, chanteuse
- Dan Wilson : compositeur, producteur, piano
- Philip Allen : Ingénieur du son
- Tom Coyne : Mastering
- Tom Elmhirst : Mixage audio
- Dan Parry : Mixage audio

## Interprétations
Adele a interprété Someone Like You dans différentes émissions de télévision, notamment aux BRIT Awards 2011, MTV Video Music Awards, Jimmy Kimmel Live! et The Ellen DeGeneres Show. Elle ajoute ce titre en outre sur la liste de lecture du DVD de sa deuxième tournée, Adele Live.

## Clip
Le vidéoclip a été réalisé par Jake Nava à Paris (France). En noir et blanc, il montre Adèle déambulant seule dans les rues parisiennes, oscillant entre tristesse et nostalgie. On y reconnaît certains lieux, comme la Tour Eiffel, le Pont Alexandre-III et les quais de la rive droite. Les critiques ont également trouvé le clip excellent[réf. nécessaire], car simple et en accord avec la chanson.

## Controverse
En 2011, des similitudes frappantes entre ce morceau d'Adele et le Prélude du compositeur belge Ehma, sorti en 2005, sont relevées en Belgique, et en Italie. Cependant, Ehma n'engage pas de poursuites judiciaires. Fervent défenseur de la culture libre — ce compositeur distribue ses œuvres sous Licence Art Libre —, il estime que personne n'est à l'abri du plagiat, mais préfère que l'on s'interroge sur l'application du droit d'auteur tel qu'il est pratiqué de nos jours.

## Pistes
| 1. | Someone Like You | Dan Wilson, Adele Adkins | 4:44 |

| 1. | Someone Like You: Live from the BRITs | 5:10 |

| 1. | Someone Like You (Performed Live in Her Home) | 5:22 |

| 1. | Someone Like You                       | 4:45 |
| 2. | Someone Like You (Live from the BRITs) | 5:11 |

## Classements et certifications
| Classement (2011)                           | Meilleure position |
| ------------------------------------------- | ------------------ |
| Australie (ARIA)                            | 1                  |
| Autriche (Ö3 Austria Top 40)                | 2                  |
| Belgique (Flandre Ultratop 50 Singles)      | 2                  |
| Belgique (Wallonie Ultratop 50 Singles)     | 1                  |
| Canada (Canadian Hot 100)                   | 2                  |
| République tchèque                          | 1                  |
| Corée du Sud                                | 8                  |
| Danemark (Tracklisten)                      | 2                  |
| Finlande (Suomen virallinen lista)          | 1                  |
| France (SNEP)                               | 1                  |
| Allemagne (Media Control AG)                | 4                  |
| Hongrie (Rádiós Top 40)                     | 5                  |
| Irlande (IRMA)                              | 1                  |
| Israël (Media Forest)                       | 2                  |
| Italie (FIMI)                               | 1                  |
| Japon (Japan Hot 100)                       | 43                 |
| Pays-Bas (Nederlandse Top 40)               | 3                  |
| Pays-Bas (Single Top 100)                   | 2                  |
| Nouvelle-Zélande (RMNZ)                     | 1                  |
| Norvège (VG-lista)                          | 5                  |
| Pologne (ZPAV)                              | 1                  |
| Roumanie (Romanian Top 100)                 | 2                  |
| Écosse (OCC)                                | 1                  |
| Slovaquie (IFPI Rádio)                      | 4                  |
| Espagne (PROMUSICAE)                        | 4                  |
| Suède (Sverigetopplistan)                   | 3                  |
| Suisse (Schweizer Hitparade)                | 1                  |
| Royaume-Uni (UK Singles Chart)              | 1                  |
| États-Unis (Billboard Hot 100)              | 1                  |
| États-Unis (Billboard Adult Contemporary)   | 1                  |
| États-Unis (Billboard Adult Pop Songs)      | 1                  |
| États-Unis (Billboard Hot Dance Club Songs) | 24                 |
| États-Unis (Billboard Latin Pop Songs)      | 6                  |
| États-Unis (Billboard Pop Songs)            | 2                  |
| États-Unis (Billboard Rock Songs)           | 24                 |

| Classement (2011)                     | Position |
| ------------------------------------- | -------- |
| Australie Classement single           | 4        |
| Autriche Classement single            | 31       |
| Belgique Classement single (Flandre)  | 5        |
| Belgique Classement single (Wallonie) | 10       |
| Canada Hot 100                        | 16       |
| Danemark Classement single            | 17       |
| Allemagne Classement single           | 28       |
| France SNEP                           | 4        |
| Italie Classement single              | 1        |
| Pays-Bas (Dutch Top 40)               | 2        |
| Pays-Bas (Mega Single Top 100)        | 10       |
| Nouvelle-Zélande Classement single    | 3        |
| Espagne Classement single             | 39       |
| Suisse Classement single              | 9        |
| Royaume-Uni Classement single         | 1        |
| États-Unis Billboard Hot 100          | 24       |
| États-Unis Adult Contemporary         | 26       |
| États-Unis Adult Pop Songs            | 17       |
| Classement (2012)                     | Position |
| Belgique Classement single (Flandre)  | 30       |
| Belgique Classement single (Wallonie) | 15       |
| Pays-Bas (Mega Single Top 100)        | 90       |
| États-Unis Billboard Hot 100          | 43       |

| Pays                   | Certification | Vente     |
| ---------------------- | ------------- | --------- |
| Allemagne (BVMI)       | Platine       | 300 000   |
| Australie ARIA         | 7 × Platine   | 490 000   |
| Belgique BEA           | Platine       | 30 000    |
| Brésil                 | Platine       | 100 000   |
| Canada Music Canada    | 6 × Platine   | 480 000   |
| Danemark IFPI          | Platine       | 30 000    |
| Espagne (Promusicae)   | Platine       | 40 000    |
| France (SNEP)          | Platine       | 350 000   |
| Italie                 | 2 × Platine   | 60 000    |
| Mexique                | 2 × Platine   | 120 000   |
| Nouvelle-Zélande RIANZ | 2 × Platine   | 30 000    |
| Royaume-Uni BPI        | 2 × Platine   | 1 360 000 |
| États-Unis RIAA        | 5 × Platine   | 5 576 000 |

## Historique des sorties
| Pays             | Date              | Format                                             |
| ---------------- | ----------------- | -------------------------------------------------- |
| Royaume-Uni      | 24 janvier 2011   | Téléchargement digital                             |
| Allemagne        | 24 janvier 2011   | Téléchargement digital                             |
| Irlande          | 24 janvier 2011   | Téléchargement digital                             |
| Autriche         | 24 janvier 2011   | Téléchargement digital                             |
| Suisse           | 24 janvier 2011   | Téléchargement digital                             |
| Pays-Bas         | 17 mars 2011      | Téléchargement digital, en concert aux BRIT Awards |
| Royaume-Uni      | 17 mars 2011      | Téléchargement digital, en concert aux BRIT Awards |
| Australie        | 13 juin 2011      | Téléchargement digital                             |
| Nouvelle-Zélande | 13 juin 2011      | Téléchargement digital                             |
| États-Unis       | 9 août 2011       | Mainstream airplay                                 |
| France           | 30 septembre 2011 | Téléchargement digital                             |
| Allemagne        | 30 septembre 2011 | Téléchargement digital                             |
| Luxembourg       | 30 septembre 2011 | Téléchargement digital                             |
| Italie           | 30 septembre 2011 | Téléchargement digital                             |
| Canada           | 30 septembre 2011 | Téléchargement digital                             |
| Australie        | 30 septembre 2011 | Téléchargement digital                             |
| Autriche         | 30 septembre 2011 | Téléchargement digital                             |

## Reprises
Cette chanson a été reprise par le chanteur de jazz Torsten Goods dans son album Love Comes to Town.
En 2012, Someone Like You a été reprise par Miranda Eilo (candidate du télécrochet québécois « The Voice, la plus belle voix »).
En 2013, le groupe de métal ice nine kills la reprend dans leur album The Predator
Il existe aussi une version instrumentale du titre parue en 2015 sur l'album COVERS de MattRach (ce dernier avait déjà repris auparavant Rolling in the Deep).
La chanteuse canadienne Carly Rae Jepsen reprend la chanson dans une vidéo publiée sur YouTube le 24 janvier 2020.